# Horst Edig
Horst Edig (* 25. Februar 1935 in Stettin; † 25. September 2022 in Orscholz) war ein deutscher Politiker (SPD).

## Leben
Edig besuchte bis 1949 die Volksschule und arbeitete anschließend ein Jahr in der Landwirtschaft. Ab 1950 absolvierte er eine Lehre zum Dreher in Bielefeld ab. Durch den Besuch der Abendschule holte er die Fachhochschulreife nach. Bis 1958 arbeitete er als Dreher und studierte im Anschluss Sozialarbeit in Speyer. Danach war er als Sozialarbeiter in Frankfurt, beim Neunkircher Eisenwerk und ab 1968 bei der Stadt Neunkirchen tätig.

## Politik
Der SPD trat Edig 1969 bei. Er war Vorsitzender des SPD-Stadtverbands in Bexbach.
Im November 1986 rückte er für Peter Springer in den Landtag des Saarlandes nach, dem er bis 1994 angehörte. Ab 1991 führte er dort den Vorsitz des neu eingerichteten Ausschusses für Datenschutz. Von 1989 bis August 1999 war er außerdem Ortsvorsteher von Bexbach-Mitte.

## Persönliches
Horst Edig war zum 2. Mal verheiratet und hatte drei Kinder aus erster Ehe.

## Ehrungen
Edig wurde am 24. Januar 1995 mit dem Saarländischen Verdienstorden ausgezeichnet.